# Fallingwater
Fallingwater är även ett musikalbum, se Fallingwater (musikalbum).

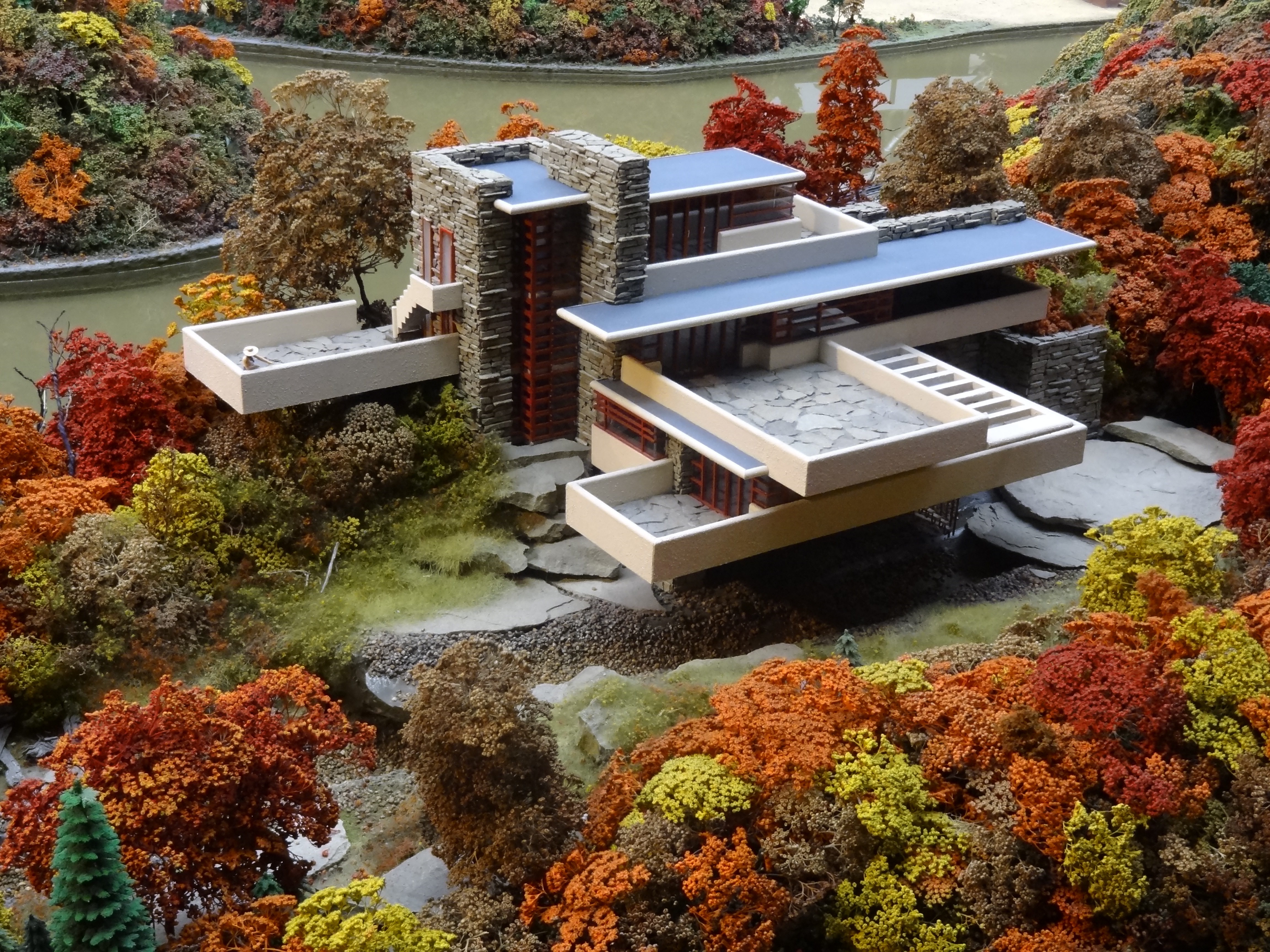
Modell av Fallingwater

Fallingwater, även kallat Edgar Kaufmann house, är ett hus ritat av arkitekten Frank Lloyd Wright 1939. Det är beläget i Laurel Highlands i sydvästra Pennsylvania, sydost om Pittsburgh.
Edgar J. Kaufmann var affärsman i Pittsburgh och ägare av Kaufmann's Department Store. Liliane Kaufmann var liksom sin man, en hängiven friluftsmänniska, hon gillade både vandring och ridning, och hade en stark estetisk känsla, som återspeglas i husets design, och alla inredningsdetaljer. Den ekologiskt designade bostaden var tänkt att vara en tillflyktsort till naturen för sina ägare. Huset är känt för sin banbrytande arkitektur, och ligger delvis över vattenfallet Bear Run vid Mill Run i Stewart Township. 
Fallingwater står som ett av Wrights största mästerverk både för sin dynamik och för sin integration med den slående naturliga omgivningen. Wrights passion för japansk arkitektur återspeglades starkt i designen, särskilt i vikten av att tränga in i yttre och inre utrymmen och den starka tonvikten som lagts på harmoni mellan människa och natur.  
Huset var med i Time magazine som citerat från hemsidan "It captured everyone’s imagination when it was on the cover of Time magazine in 1938.".   
Den ursprungliga beräknade kostnaden för att bygga Fallingwater var $35 000. Slutkostnaden blev $ 155.000, vilket inkluderade $ 75.000 för huset, $ 22 000 för kringytor och möbler,  $ 50 000 för gästhuset, garaget och tjänstebostad, och ett arkitektarvode på  $ 8 000.
Den totala kostnaden på 155 000 USD, justerat för inflation, motsvarar cirka 2,9 miljoner USD 2020.  Kostnaden för husets restaurering 2001 uppskattades till 11,5 miljoner USD, cirka 16,8 miljoner USD 2020.
Fallingwater, som numera är museum, är ett känt landmärke och turistmål.

## Galleri

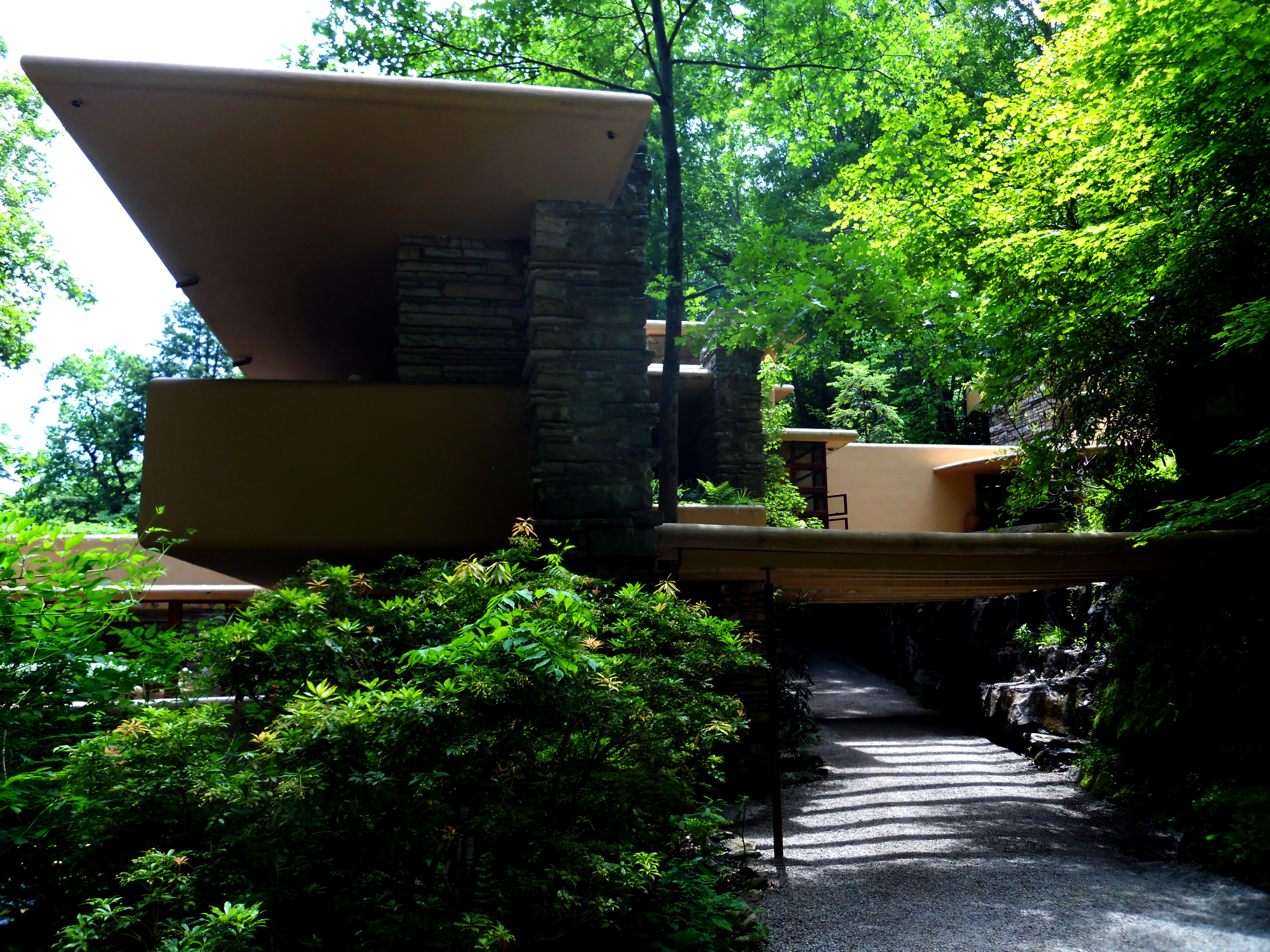
Den undanskymda entrén.
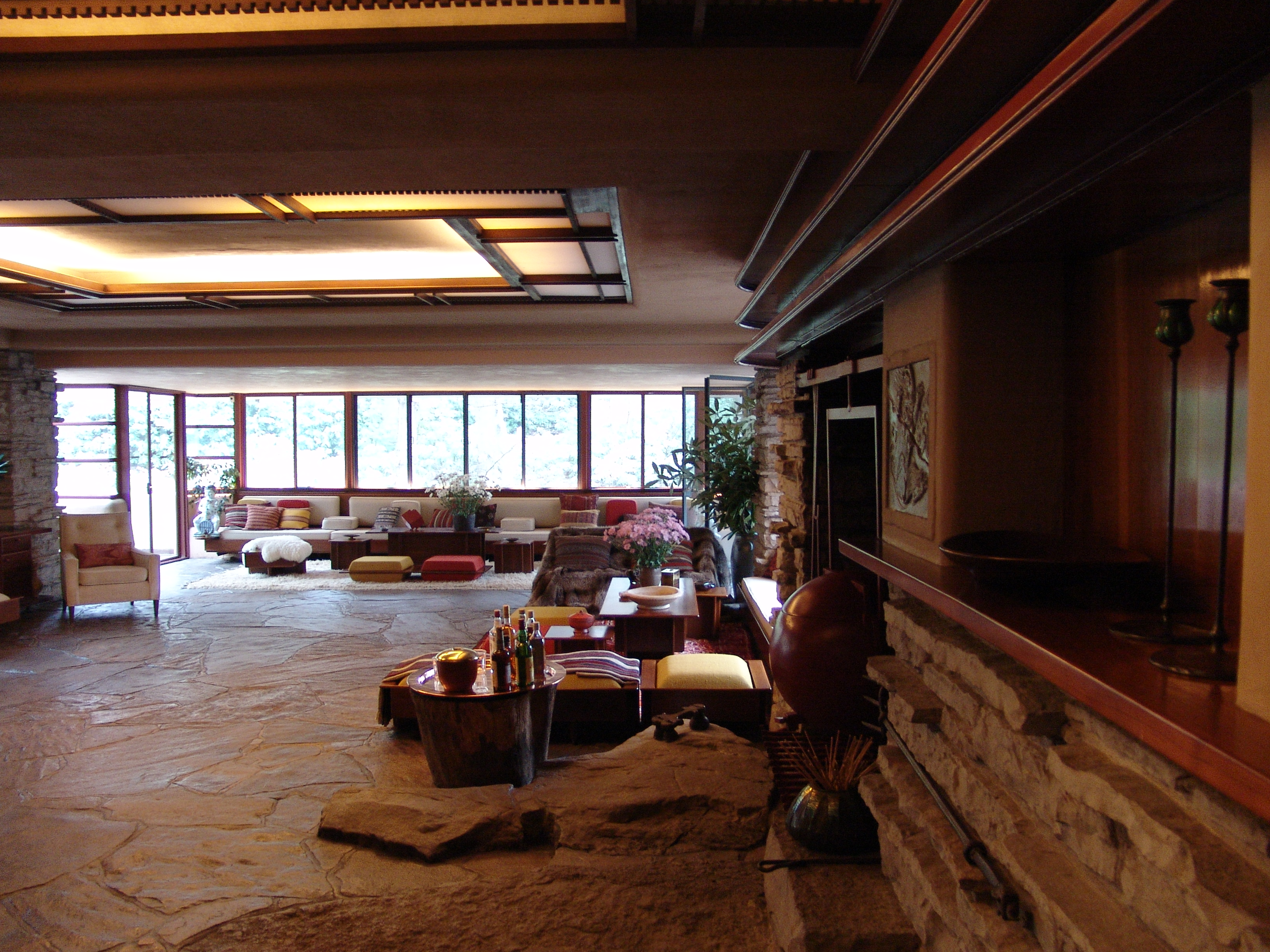
Stora rummet.
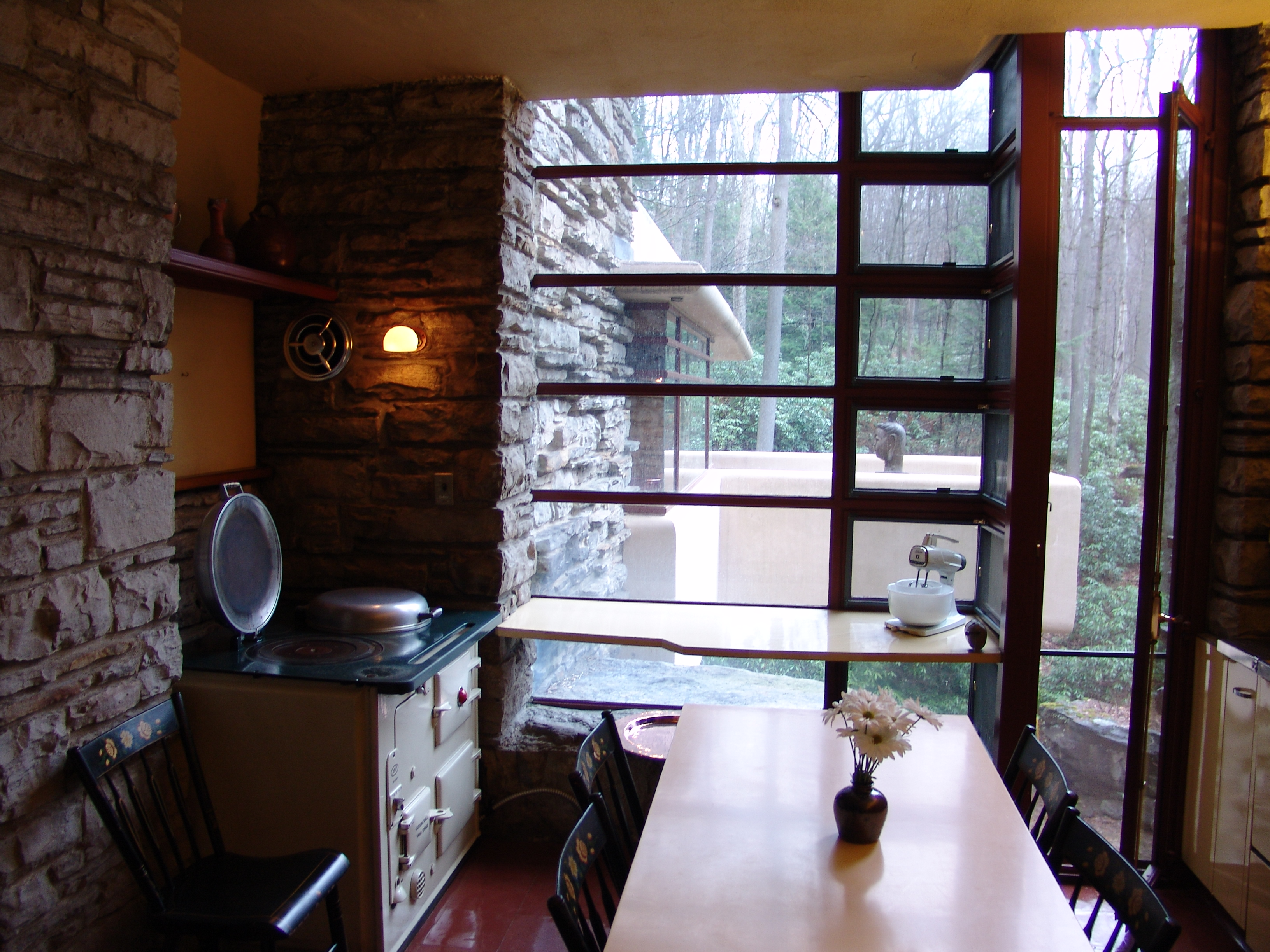
Köket.
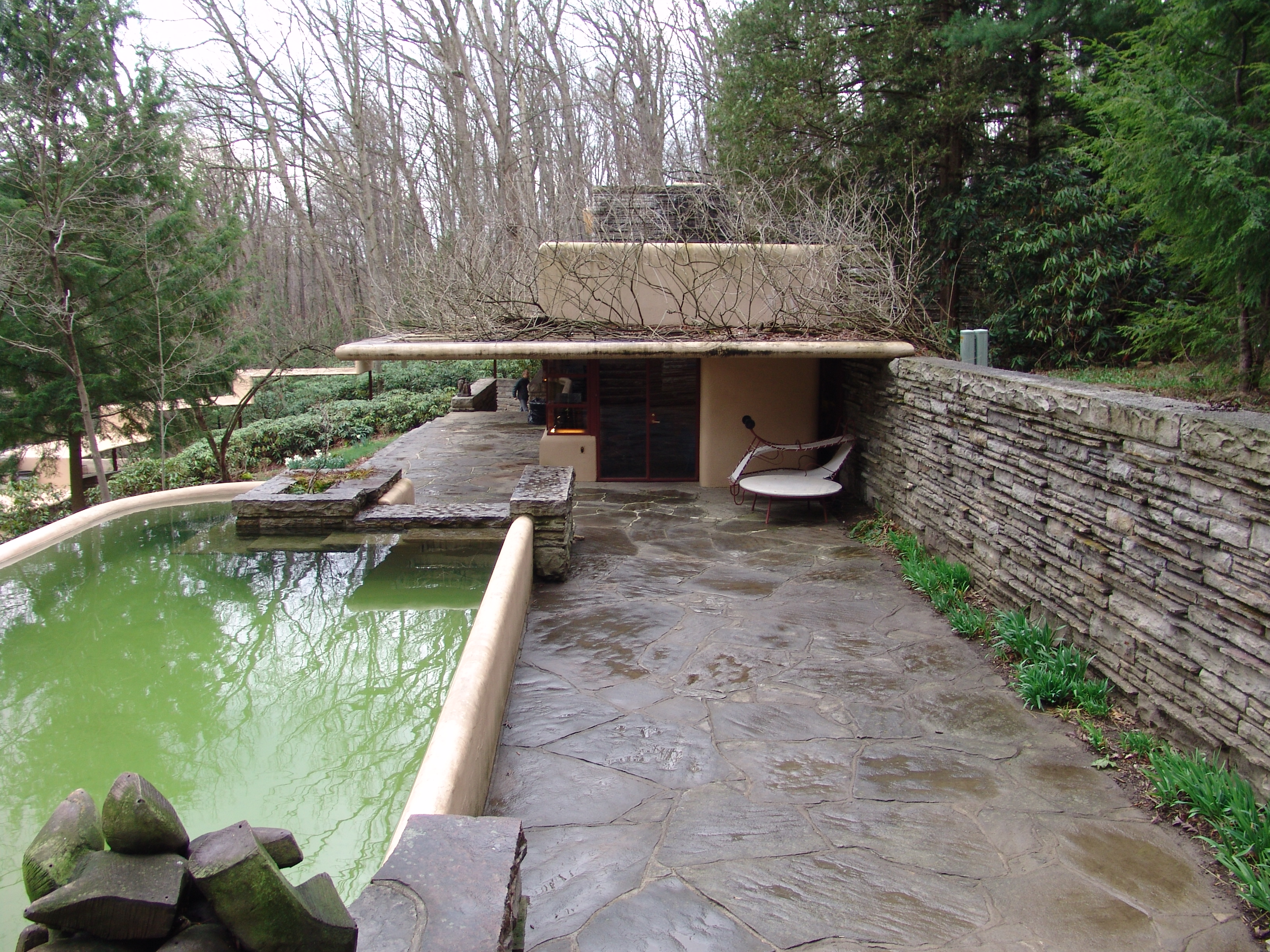
Gästhuset med pool.
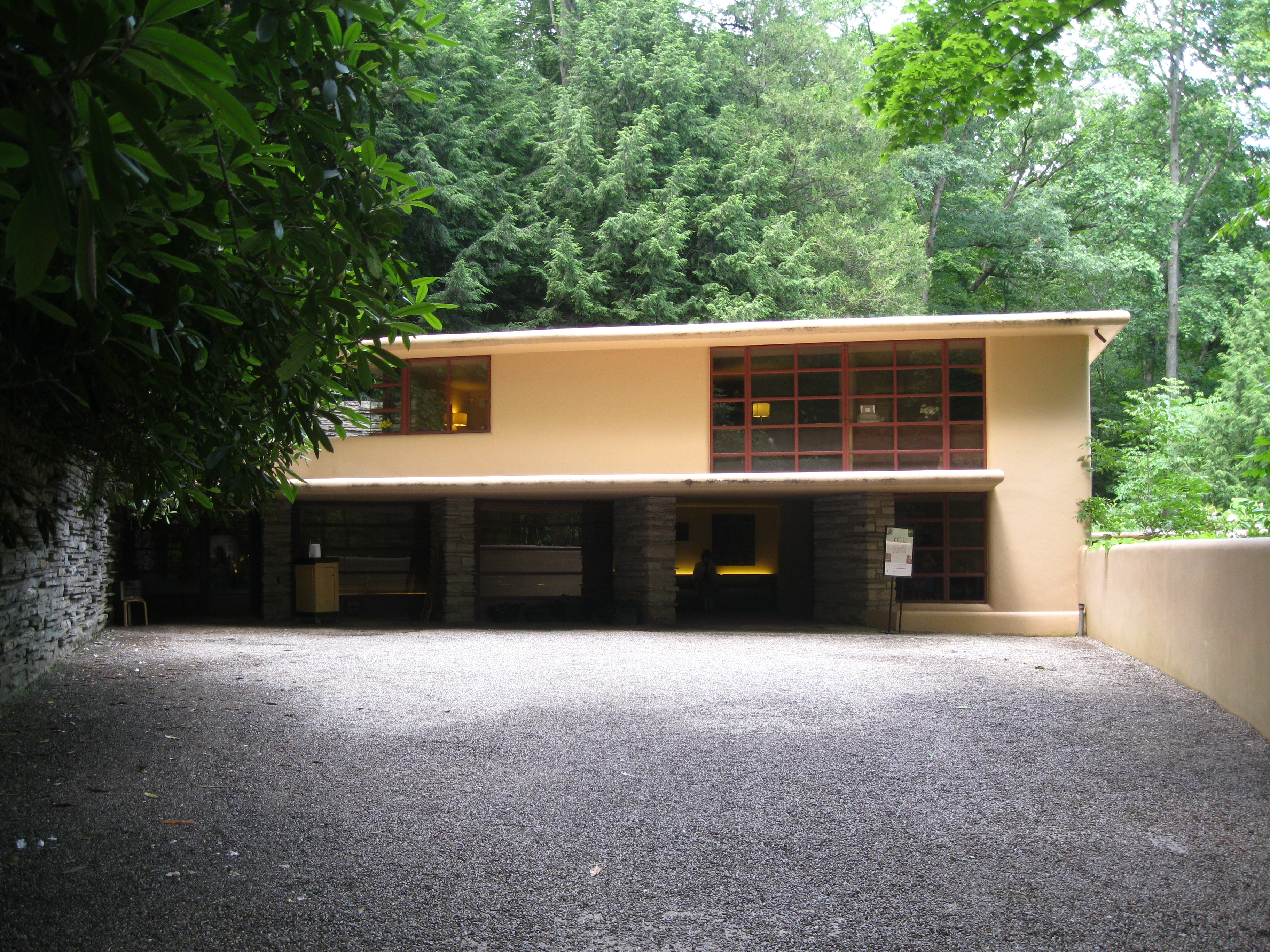
Garaget.
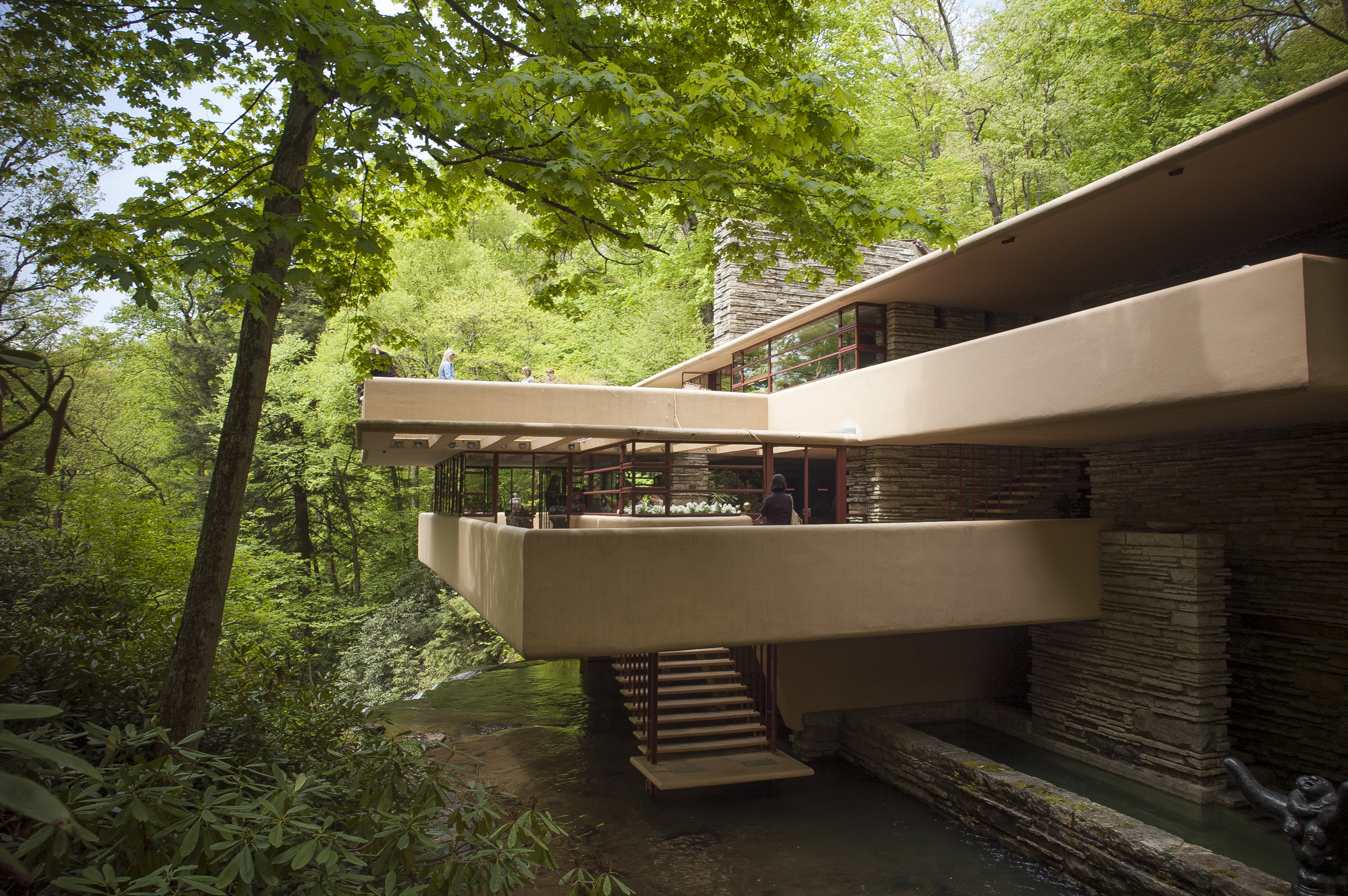
Terrasserna över ån.

## Museet
Museet har haft över 4,5 miljoner besökare sedan dess invigning 1964 med 167 270 besökare under 2015.